# Persistens
Persistens er et begreb brugt i datalogi til at beskrive et computerprograms evne til at lagre data på et ikke-flygtigt medie. Et sådant medie kaldes også for sekundært lager og kan fx være et filsystem eller en relationel database.
Uden denne evne kan data kun eksistere i computerens primære lager, også kendt som flygtig hukommelse eller ram, og vil gå tabt når programmet afsluttes. Persistering tillader fx at et program kan genstartes og genindlæse datastrukturerne fra en tidligere udførsel af programmet.
Indenfor økonomi bruges begrebet undertiden synonymt med hysterese - dvs. det fænomen, at et rent midlertidigt konjunkturtilbageslag kan medføre en permanent stigning i ledigheden, f.eks. hvis ledighedsperioden medfører, at den ledige mere varigt mister vigtige kvalifikationer på arbejdsmarkedet.